# Johan Gottlob Brusell

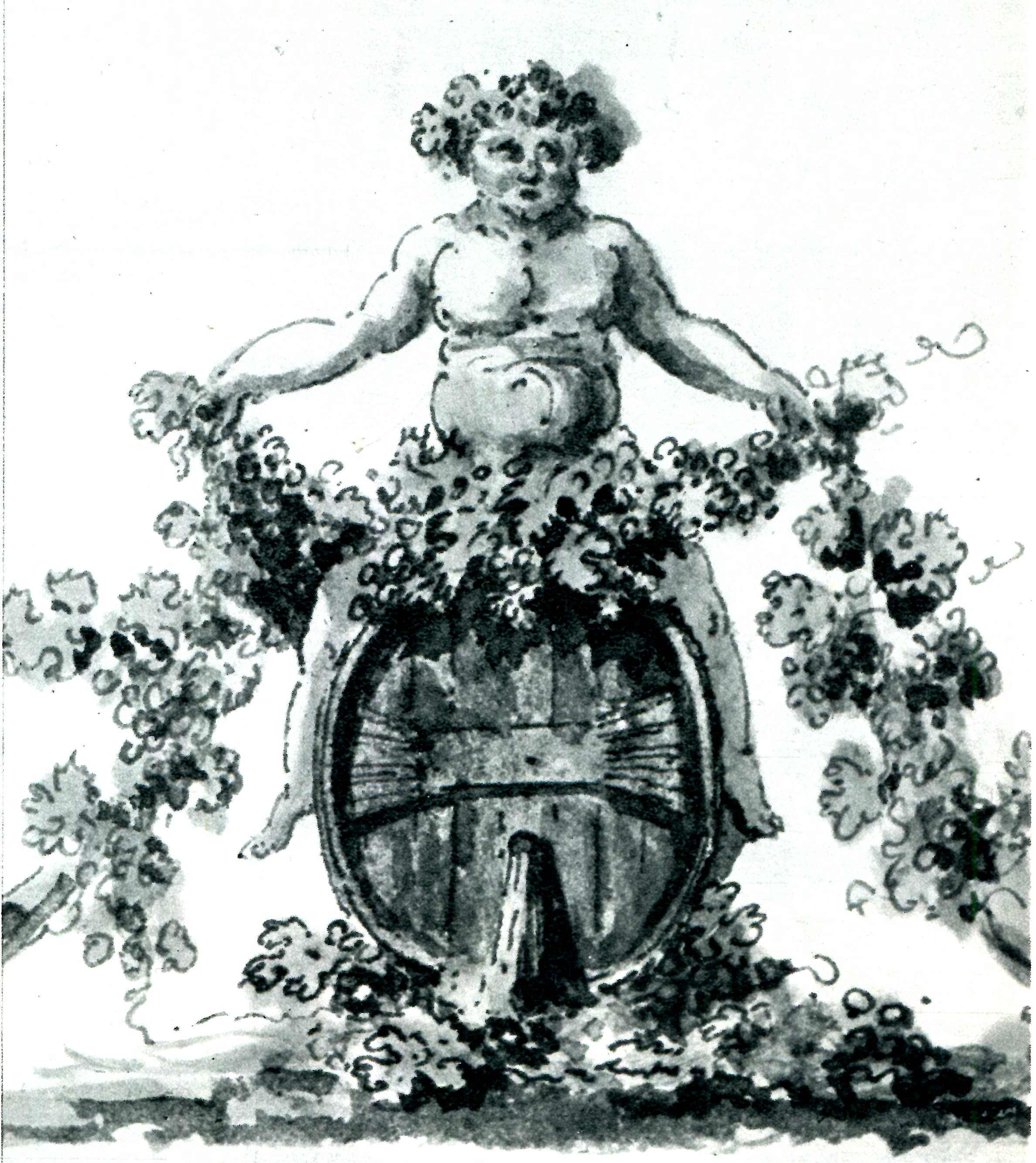
Vinets gud Bacchus, av Johan Gottlob Brusell, i ett manuskript av Carl Michael Bellman

Johan Gottlob Brusell(Johan Gottfrid Bruselle), född 25 december 1756 i Sankt Gertruds församling i Stockholm, död 1829, var en svensk dekorationsmålare.
Johan Gottlob Brusell anställdes 1781 som dekorationsmålare vid Kungliga Teatern, och vistades 1783-1784 på studieresor i Frankrike och Italien. År 1787 blev han förste dekorationmålare och kvarstod som sådan till omkring 1808. Han arbetade tillsammans med Desprez som anlände till Stockholm 1784, och var efter 1791 den ende som utförde denne mästares skisser. Brusell hade titel av Kunglig hovmålare och blev 1816 kammarförvaltare eller så kallad garde des tableaux vid Kungliga Museet. Brusell finns representerad vid Nationalmuseum i Stockholm.
Han var son till Gottlob Brusell och Maria Christina Gick.